# Anedhella rectiradiata
Anedhella rectiradiata là một loài bướm đêm trong họ Noctuidae.